# Іл-78

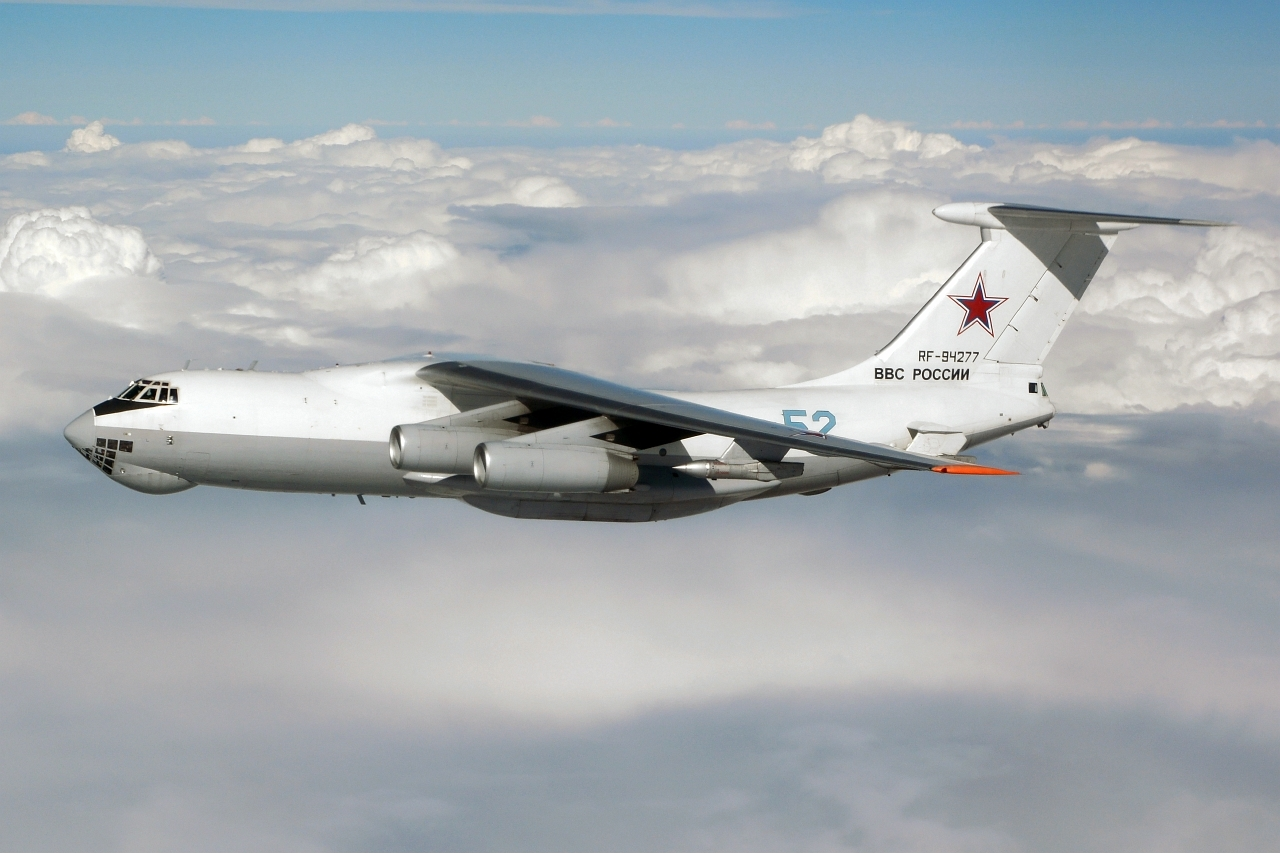

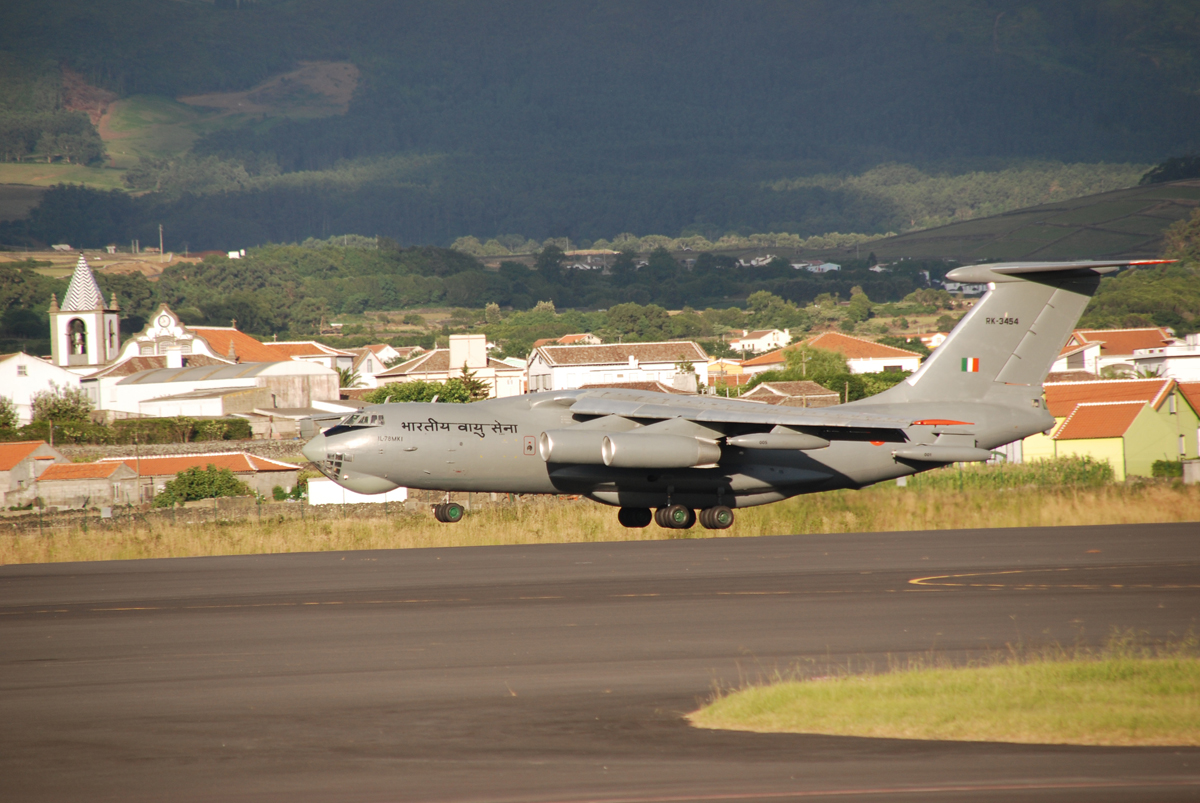
Іл-78МКІ (індійські ВПС)

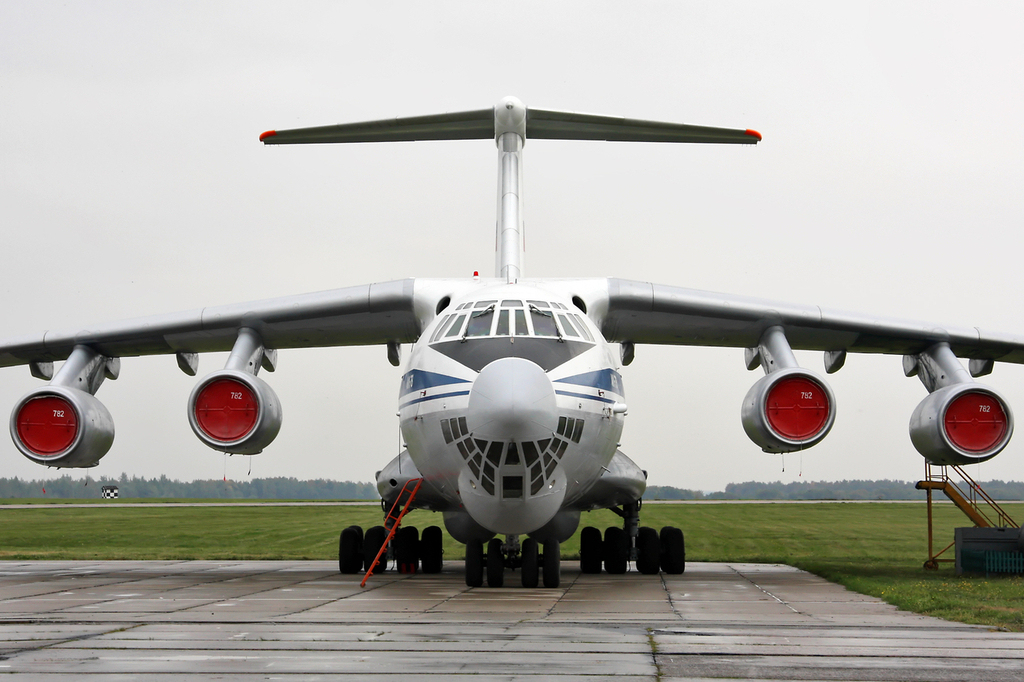
Іл-78 зі складу 203-го гвардійського Орловського авіаційного полку літаків-заправників на авіабазі Дягілєва

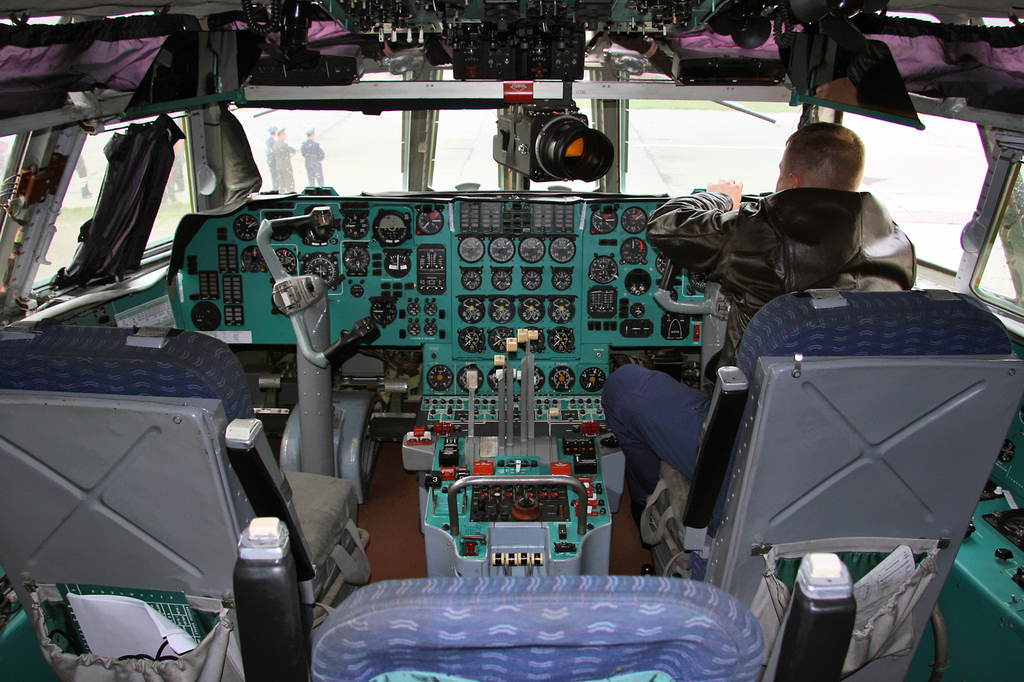
Кабіна пілотів Іл-78

Іл-78 (за кодифікацією НАТО Midas) — літак-заправник. Створений на базі літака Іл-76 і призначений для дозаправки в повітрі військових літаків.
Прийнятий на озброєння в 1987. Нині це єдиний спеціалізований тип літаків-паливозаправників на озброєнні ВПС Росії (авіабаза Дягілєво, 203-й гвардійський авіаційний полк). Також може використовуватися як військово-транспортний літак (втратив цю здатність у модифікації Іл-78м).
Метод дозаправляння: «шланг — конус».
Модифікації:
- Оригінальна версія (створений на базі Іл-76М), максимальна кількість палива, що віддається — 57,72 т.
- Іл-78м (М — модернізований, створений на базі Іл-76МД), максимальна кількість палива, що віддається — 105,7 т.
- Іл-78МКІ (МКІ — модернізований, конвертований, індійський), модифікація Іл-78 м, постачається за державним контрактом індійським ВПС.
- Іл-78М2 — модернізований варіант Іл-78 на базі літака Іл-76МД-90А з можливістю конвертації в транспортний варіант[2].

## На озброєнні
- Алжир — 6 Іл-78 м, поставлені у 2001-му зі складу НД РФ.[3]
- Китай — 1 Іл-78.
- Росія — 5 Іл-78 та 10 Іл-78М.
- Індія — 6 Іл-78.
- Пакистан — 4 Іл-78.